# Paracerceis holdichi
Paracerceis holdichi is een pissebed uit de familie Sphaeromatidae. De wetenschappelijke naam van de soort is voor het eerst geldig gepubliceerd in 1993 door Kussakin & Malyutina.